# Pierre Binétruy
Pierre Binétruy (* 14. August 1955; † 1. April 2017 in Paris) war ein französischer theoretischer Physiker.

## Werdegang
Binétruy wurde 1980 bei Mary K. Gaillard am CERN promoviert (Dissertation Theoretical and Phenomenological Aspects of Gauge Theories), wo er Fellow war, und war danach an der University of California, Berkeley, der University of Florida und der University of Chicago. Ab 1986 war er am  LAPP (Laboratoire d'Annecy-le-Vieux de Physique des Particules) in Annecy-le-Vieux. 1990 wurde er Professor an der Universität Paris XI im Labor für Theoretische Physik (ab 1999 Professeur de classe exceptionelle) und 2003 an der Universität Paris VII (Denis Diderot). Er war von der Gründung 2006 bis 2013 Direktor des AstroParticle and Cosmology (APC) Labors in Paris. Er war Direktor des Paris Centre for Cosmological Physics (PCCP), das er mit George Smoot gründete.
Anfangs befasste er sich mit Hochenergiephysik und speziell mit Supersymmetrie. Von 1997 bis 2004 war er Direktor der European Research Group Supersymmetry. Ab den 2000er Jahren war sein Schwerpunkt in Gravitation und Kosmologie sowie in der Astroteilchenphysik (Verhältnis der fundamentalen Elementarteilchentheorien beim Verständnis des frühen Universums, Inflationstheorien, Gravitationswellen in der Kosmologie, Dunkle Energie). 
Er war in der Lisa-Weltraummission (und war in Frankreich die treibende Kraft für das Engagement in weltraumbasierter Suche nach Gravitationswellen) und an den Planck und Euclid Missionen beteiligt. Er war von 2008 bis 2010 in der Beratungsgruppe Fundamentale Physik der ESA. Er war außerdem im European Space Science Committee (ESF), dem wissenschaftlichen Programmkomitee des SLAC.
1999 erhielt er den Paul-Langevin-Preis und er erhielt 1995 den Prix Thibaud. 1996 war er Miller Professor in Berkeley. 1995 bis 2003 stand er der Abteilung Theorie der französischen physikalischen Gesellschaft vor.
Er entwickelte mit George Smoot den Massive Open Online Course Gravity.

## Schriften
- Supersymmetry: theory, experiment, and cosmology, Oxford UP 2006
- Herausgeber mit R. Schaeffer, Joseph Silk, F. David: The primordial Universe, Les Houches 71, 1999, Springer 2002
- Herausgeber: Recent advances in field theory : proceedings of the Fourth Annecy Meeting on Theoretical Physics, Annecy-le-Vieux, France, 5-9 March 1990, North Holland 1991
- Herausgeber mit P. Sorba: Conformal Field Theories and related Topics, Annecy-le-Vieux 1988, North Holland 1988